# Кибалино
Киба́лино — село в Иволгинском районе Бурятии. Входит в сельское поселение «Оронгойское».

## География
Расположено в 13 км к юго-западу от центра сельского поселения, улуса Оронгой, на левом берегу реки Селенги у подножия утёса Калиновского, северо-восточного отрога хребта Моностой.

## История
Поселение основано в 1794 году братьями Собенниковыми, переселившимися с правого берега Селенги. Заселялось крестьянами, ранее жившими в окрестностях Селенгинского солеваренного завода.

## Население
| 2002 | 2010 |
| ---- | ---- |
| 206  | ↘176 |